# Forma multilineal
En matemáticas, dado un anillo conmutativo, una función multilineal es una función de {\displaystyle n} argumentos de {\displaystyle n} espacios vectoriales respectivos. Dicha función se caracteriza por respetar la suma de vectores y la multiplicación escalar en cualquiera de las coordenadas.

## Definición
Sea {\displaystyle R} un anillo conmutativo (por ejemplo {\displaystyle R=} {\displaystyle \mathbb {R} \!} o {\displaystyle R=} {\displaystyle \mathbb {C} \!} ) y {\displaystyle V_{1},\ldots V_{n},W} espacios vectoriales sobre {\displaystyle R}. 
| Una función {\displaystyle V_{1}\times V_{2}\times \cdots \times V_{n}{\stackrel {f}{\longrightarrow }}W} se dice multilineal si es lineal en cada argumento, es decir, para todo {\displaystyle 1\leq i\leq n} y para todo {\displaystyle r\in R}, se cumple {\displaystyle f(x_{1},\ldots ,x_{i}+x_{i}',\ldots ,x_{n})=f(x_{1},\ldots ,x_{i},\ldots ,x_{n})+f(x_{1},\ldots ,x_{i}',\ldots ,x_{n})}, y, {\displaystyle f(x_{1},\ldots ,r\cdot x_{i},\ldots ,x_{n})=r\cdot f(x_{1},\ldots ,x_{i},\ldots ,x_{n})}. |

Se puede demostrar que la colección de todas las funciones multilineales de {\displaystyle V_{1},\ldots V_{n}} en {\displaystyle W} es un {\displaystyle R}-espacio vectorial respecto a las operaciones usuales de suma y multiplicación escalar de funciones. Dicho espacio se denota por {\displaystyle {\mathcal {M}}(V_{1},\ldots ,V_{n};W)}. Si {\displaystyle V_{1}=\cdots =V_{n}=V} y {\displaystyle W=R}, el espacio se denota por {\displaystyle {\mathcal {M}}_{n}(V;R)}.

## Funciones multilineales especiales
Sea {\displaystyle V} un {\displaystyle R}-espacio vectorial y {\displaystyle f\in {\mathcal {M}}_{n}(V;R)}, es decir, {\displaystyle \underbrace {V\times \cdots \times V} _{n{\mbox{-veces}}}{\stackrel {f}{\longrightarrow }}R}. En álgebra abstracta a una función como {\displaystyle f} se le llama tensor y el conjunto de tensores de {\displaystyle n} argumentos sobre el espacio vectorial {\displaystyle V} se denota por {\displaystyle {\mathcal {T}}_{n}(V)}. En otras palabras, {\displaystyle {\mathcal {T}}_{n}(V)={\mathcal {M}}_{n}(V;R)}.

Se puede demostrar que: 
| {\displaystyle {\mathcal {T}}_{n}(V):={\mathcal {M}}_{n}(V;R)\cong (\underbrace {V\otimes \cdots \otimes V} _{n{\mbox{-veces}}})^{*}\cong \underbrace {V^{*}\otimes \cdots \otimes V^{*}} _{n{\mbox{-veces}}}} |

 donde {\displaystyle V^{*}} denota el espacio dual, y {\displaystyle \otimes } denota el producto tensorial.

### Tensor simétrico
Un tensor {\displaystyle f\in {\mathcal {T}}_{n}(V)}  se dice simétrico si para cada permutación {\displaystyle \pi } del grupo simétrico {\displaystyle S_{n}} y cualquier  elemento {\displaystyle (v_{1},\ldots ,v_{n})\in V\times \cdots \times V} se cumple {\displaystyle f(\pi (v_{1}),\ldots ,\pi (v_{n}))=f(v_{1},\ldots ,v_{n})}. El {\displaystyle R}-espacio vectorial de todos los tensores simétricos se denota por {\displaystyle {\mathcal {S}}_{n}(V)} y obviamente, {\displaystyle {\mathcal {S}}_{n}(V)\subset {\mathcal {T}}_{n}(V)}.

### Tensor antisimétrico
Un tensor {\displaystyle f\in {\mathcal {T}}_{n}(V)}  se dice antisimétrico si para cada permutación {\displaystyle \pi } del grupo simétrico {\displaystyle S_{n}} y cualquier  elemento {\displaystyle (v_{1},\ldots ,v_{n})\in V\times \cdots \times V} se cumple {\displaystyle f(\pi (v_{1}),\ldots ,\pi (v_{n}))=(-1)^{\pi }f(v_{1},\ldots ,v_{n})}, donde {\displaystyle (-1)^{\pi }} denota el signo de la permutación. El {\displaystyle R}-espacio vectorial de todos los tensores antisimétricos se denota por {\displaystyle {\mathcal {A}}_{n}(V)} y obviamente, {\displaystyle {\mathcal {A}}_{n}(V)\subset {\mathcal {T}}_{n}(V)}.

### Tensor alternado
Un tensor {\displaystyle f\in {\mathcal {T}}_{n}(V)}  se dice alternado si dado {\displaystyle (v_{1},\ldots ,v_{n})\in V\times \cdots \times V} con la particularidad de que {\displaystyle v_{i}=v_{j}} para algún par de índices {\displaystyle i\neq j}, se tiene que {\displaystyle f(v_{1},\ldots ,v_{n})=0}. El {\displaystyle R}-espacio vectorial de todos los tensores alternados se denota por {\displaystyle {{\mathcal {A}}L}_{n}(V)} y  {\displaystyle {{\mathcal {A}}L}_{n}(V)\subset {\mathcal {A}}_{n}(V)\subset {\mathcal {T}}_{n}(V)}, es decir, todo tensor alternado es antisimétrico. Además, cuando en el anillo conmutativo {\displaystyle R} el {\displaystyle 2} es invertible, entonces se tiene la igualdad {\displaystyle {{\mathcal {A}}L}_{n}(V)={\mathcal {A}}_{n}(V)}, es decir, los tensores alternados son exactamente los antisimétricos.